# Moloubé
 (avril 2025).
Moloubé est une localité située dans la région des Plateaux, au Togo, plus précisément dans la préfecture d'Amou. Elle se trouve à une altitude d'environ 696 mètres au-dessus du niveau de la mer.

## Géographie
Moloubé est une localité située au Togo, précisément dans la région des Plateaux, dans le canton d'Amou. Elle se trouve à environ 5,2 kilomètres au sud-est de Sodo Todzi, à 7,4 kilomètres à l'ouest d'Amou Oblo, et à 7,6 kilomètres au nord d'Ofounagbo. Les coordonnées géographiques de Moloubé sont approximativement 7°21'0" N et 0°47'0" W, soit 7,35° N et 0,783333° W.
Moloubé est entourée par plusieurs localités, notamment :
- Au sud-est : Sodo Todzi
- À l'ouest : Amou Oblo
- Au nord : Ofounagbo[1]

## Climat
Les prévisions météorologiques indiquent des températures diurnes autour de 32 à 34 °C, avec des conditions principalement ensoleillées.

## Topographie
Moloubé se trouve dans une région de relief marqué, avec des cartes topographiques disponibles en ligne.